# NGC 5957
NGC 5957 est une galaxie spirale barrée située dans la constellation du Serpent. Sa vitesse par rapport au fond diffus cosmologique est de 1 952 ± 10 km/s, ce qui correspond à une distance de Hubble de 28,8 ± 2,0 Mpc (∼93,9 millions d'al). NGC 5957 a été découverte par l'astronome prussien Heinrich Louis d'Arrest en 1865.
La classe de luminosité de NGC 5957 est II et elle présente une large raie HI. Elle renferme également des régions d'hydrogène ionisé. C'est aussi une galaxie LINER, c'est-à-dire une galaxie dont le noyau présente un spectre d'émission caractérisé par de larges raies d'atomes faiblement ionisés. Selon la base de données Simbad, NGC 5957 est une galaxie active de type Seyfert 2.

## Groupe de NGC 5970
Selon A. M. Garcia, NGC 5957 fait partie du groupe de NGC 5970. Ce groupe de galaxies compte au moins quatre membres. Les autres galaxies du groupe sont NGC 5956, NGC 5970 et UGC 9941.
Abraham Mahtessian mentionne aussi ce groupe de galaxies, mais il n'y figure que trois membres, la galaxie UGC 9941 n'en faisant pas partie.